# 学研新書
学研新書（がっけんしんしょ）は、Gakkenが発行する日本の新書。コンセプトは「どこでも書斎」。
1960年代に発刊されていたが一度廃刊。2007年6月に学習研究社（現・学研ホールディングス）より再度創刊され、グループ再編に伴い2009年10月より学研パブリッシング、2015年10月より学研プラス、2022年10月にGakkenと発行元が変遷している。
2018年8月時点では2012年3月発売の2作がレーベル最新作。

サブレーベルとして、学研ビジュアル新書があり、2018年8月時点では2011年9月発売の2作がレーベル最新作。